# Дурач Теодор
Теодор Франтішек Дурач (пол. Teodor Duracz; нар. 9 лютого 1883, Чупахівка, Охтирський район, Сумська область — пом. 12 травня 1943, Варшава, Польща) — правник, адвокат, член Української Центральної Ради, польський комуністичний діяч.
Навчався у Охтирській гімназії, юридичному факультеті Харківського університету (1904—1908). У 1905 р. заарештовувався. Після закінчення університету в 1908 р. працював у с. Олександрівка Херсонської губернії. Член Польської партії соціалістичної-лівиці. 1917 р. — член Української Центральної Ради. Кандидат в депутати Всеросійських Установчих Зборів від Київської губернії за списком РСДРП(б), СДКПіЛ та ППС-лівиці. З кінця 1917 р. — комісар польських справ Донецько-Криворізької Республіки та редактор газети цього ж комісаріату . З серпня 1918 р. — у Польщі. Член Комуністичної партії Польщі.
Агент радянської розвідки у Польщі. Офіційно у 1922—1937 рр. — юрист торговельного представництва СРСР у Варшаві. Співробітник Міжнародної організації допомоги революціонерам. Одночасно був приватним адвокатом. Був захисником у кількох процесах проти комуністів та радянських шпигунів у польських судах. У 1930-х рр. — віце-голова прокомуністичної Ліги оборони прав людини та громадянина.
1941 р., з початком радянсько-німецької війни його квартира у Варшаві була головним пунктом збору для радянських диверсантів.
У березні 1943 р. заарештований та страчений гестапо.

## Памʼять
Після завершення Другої світової війни його імʼям було названо чимало вулиць та площ, а також Центральна правнича школа.
До 2011 року імʼя Теодора Дурача носила школа № 69 м.Варшави.

## Праці
- Duracz T. Mowy obroncze. (Material zebra i objasnieniami opatrzyl Adam Wendel), Ksiazka i Wiedza, 1959, 160 s.